# Tithorea tarricina
Espèce
Tithorea tarricina est un insecte lépidoptère  de la famille des Nymphalidae, de la sous-famille des Danainae et du genre Tithorea.

## Dénomination
Tithorea tarricina a été décrit par William Chapman Hewitson en 1858.

### Noms vernaculaires
Tithorea tarricina se nomme Tarricina Longwing ou Cream-spotted Tigerwing en anglais.

### Sous-espèces
- Tithorea tarricina tarricina; présent en Colombie
- Tithorea tarricina bonita Haensch, 1903; présent en Équateur et au Pérou.
- Tithorea tarricina duenna Bates, 1864; présent au Mexique et au Guatemala
- Tithorea tarricina franciscoi Brown, 1977; présent au Venezuela
- Tithorea tarricina hecalesina C. & R. Felder, 1865; présent en Colombie
- Tithorea tarricina lecromi Vitale & Rodriguez, 2004; présent en Colombie
- Tithorea tarricina parola Godman & Salvin, 1898; présent en Colombie
- Tithorea tarricina pinthias Godman & Salvin, 1878; présent au Costa Rica, au Honduras, au Nicaragua et à Panama.
- Tithorea tarricina rafaeli Neild, 2008; présent au Venezuela[2]
- Tithorea tarricina tagarma Hewitson, 1874; présent en Bolivie et au Pérou[1].

## Description
Tithorea pacifica est un papillon d'une envergure de 70 mm à 80 mm aux ailes antérieures à bord interne concave.
Les ailes  antérieures sont de couleur marron foncétrès largement tachées de blanc depuis l'apex jusqu'à une ligne de taches allant de la moitié du bord costal à l'angle interne. Les ailes postérieures sont orange bordées de marron avec une ligne submarginale de petits points blancs dans cette bordure marron sur le revers et ornées suivant les sous-espèces d'une tache ronde marron proche de l'apex ou d'une bande partant de l'apex.

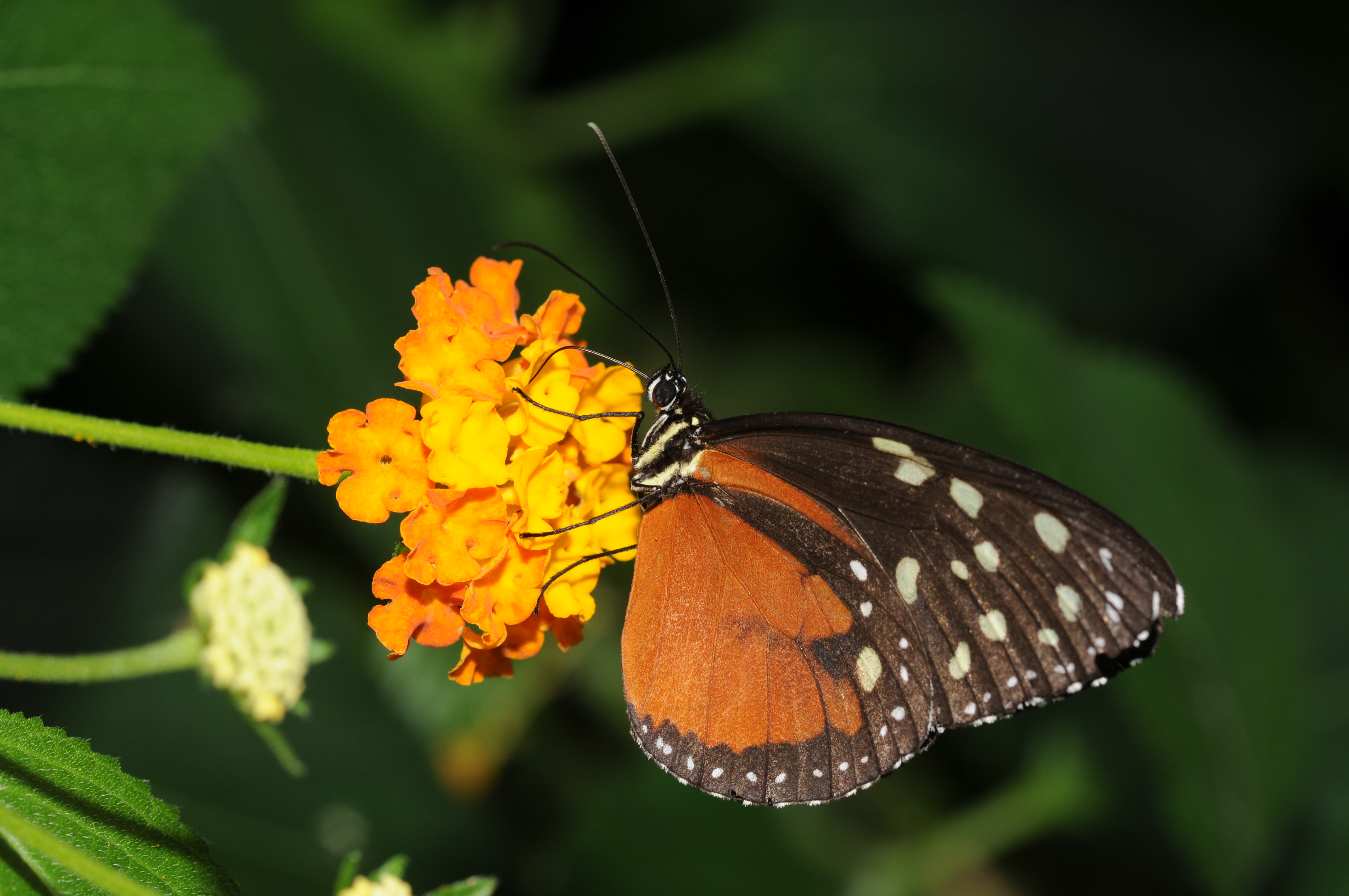
Tithorea tarricina pînthias

## Biologie

### Plantes hôtes
La plante hôte de la chenille de Tithorea tarricina pinthias est Prestonia portabellensis.

## Écologie et distribution
Tithorea tarricina est présent au Mexique, au Guatemala, au Costa Rica, au Honduras, au Nicaragua, à Panama, au Venezuela, en Colombie, en Équateur, en Bolivie et au Pérou.

### Protection
Pas de statut de protection particulier.